# データで解析!サンデージャーナル
『データで解析!サンデージャーナル』（データでかいせき!サンデージャーナル）は、テレビ愛知で放送されていた報道・情報番組。

## 概要
- 名古屋市を中心とした愛知県の様々な強みと弱さを明らかにする番組であり、他都市とのランキング比較や、注目の数字や数値、ニュースとの関連性などから名古屋市の姿を明らかにする。取り上げる内容は経済、文化、政治、暮らしなど幅広い。
- 毎回取り上げるテーマが異なり、2 - 3名の専門家がゲストとして出演する。
- 番組内のデータの説明は「ジャーナル教授」（男性）「サンデー助手」（女性）というキャラクターが行う。放送内容によってはそれにちなんだ服装で登場することがある。
- タイトルにもあるように日曜日に放送するが、放送回によっては日曜日以外や生放送の場合もある[注 1]。

## 出演
- レギュラー
  - 石原良純（東京代表）
  - 黒田有（メッセンジャー・大阪代表）[注 2]
  - いとうまい子（愛知代表）
- 進行
  - 相澤伸郎（テレビ愛知アナウンサー）
  - 長江麻美（同・2022年4月以降）
- ナレーション
  - 堀田和則
  - 藪下貴子
- キャラクターの声（ボイスオーバーやVTRに登場する外国人の吹き替えも兼務）
  - 玉腰佳弘（ジャーナル教授）
  - 百瀬優子（サンデー助手）[1]

## ネット配信
最新回がLocipoおよびGYAO!で配信されているため、エリア外でも動画視聴が可能。